# سبأ

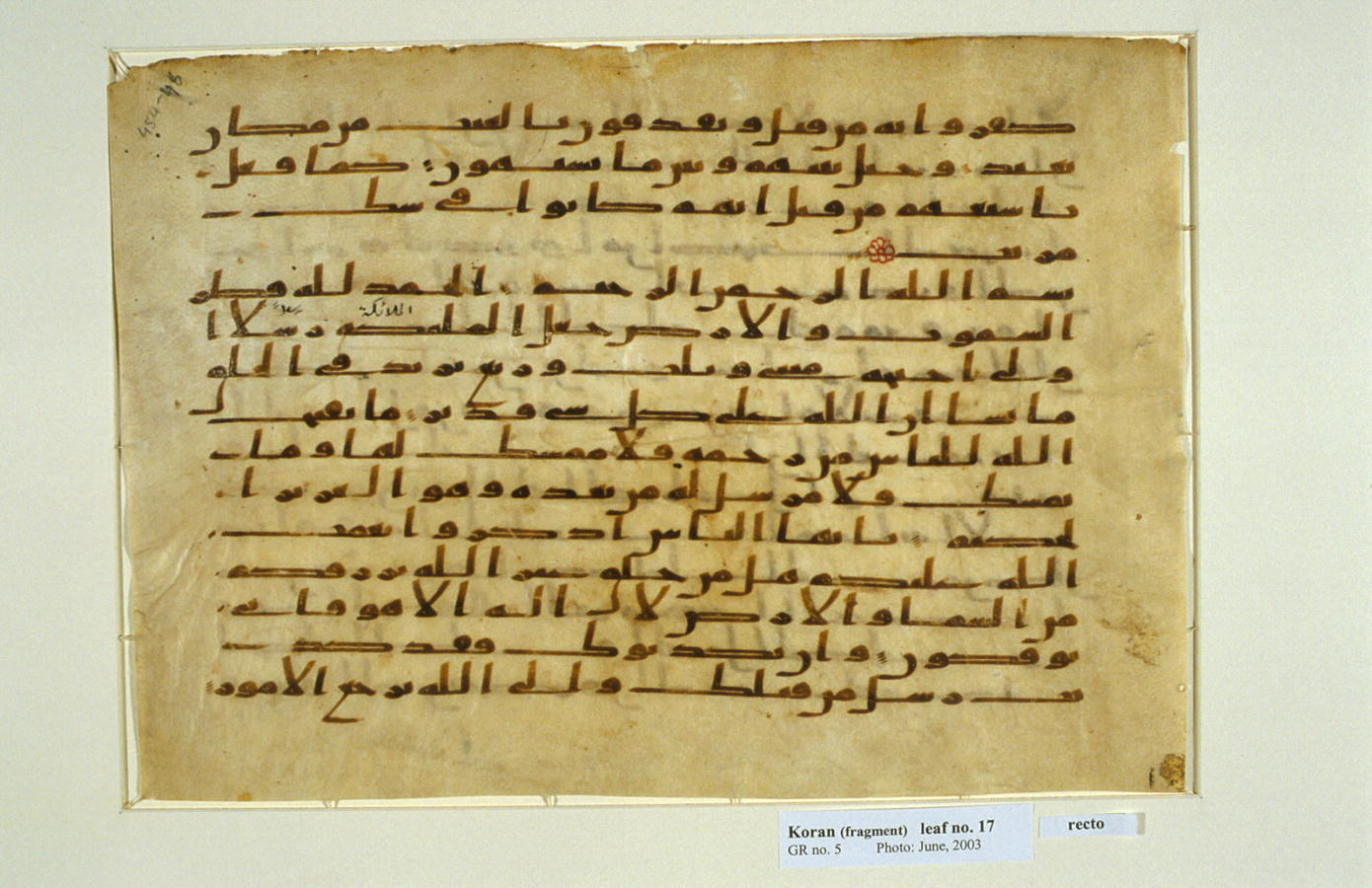
نسخه خطی از دو آیه انتهایی سوره سبأ و چهار آیه ابتدایی سوره فاطر نوشته شده به خط حجازی که متعلق به قرن ۸ میلادی است.

سوره سبأ سوره ۳۴ از قرآن است و ۵۴ آیه دارد. این سوره به دلیل بیان سرگذشت قوم سبا بدین نام نامیده شده‌است. همانند دیگر سوره‌های مکی، محتوای سوره در مورد اعتقادات پایه‌ای اسلام است. این سوره، در داستان سلیمان و قوم سبا، به بیان نعمت‌های خدا و سرنوشت شکرگزاران و ناشکران می‌پردازد.